# 1967 في البرتغال
فيما يلي قوائم الأحداث التي وقعت خلال عام 1967 في البرتغال.

## رياضة
- 1 يناير – الدوري البرتغالي الممتاز 1967-68 الفائز .

## مواليد

### يناير
- 1 يناير – باولو جالفاو موسيقي برتغالي.
- 1 يناير – جواو بيدرو ماتوس فيرنانديز سياسي برتغالي.
- 1 يناير – روي كاردوسو مارتينز كاتب برتغالي.
- 30 يناير – روي إستيفيز لاعب كرة قدم برتغالي.

### مارس
- 3 مارس – باولو سوزا لاعب كرة قدم برتغالي.

### أبريل
- 5 أبريل – كويم لاعب كرة قدم برتغالي.

### يونيو
- 11 يونيو – جواو غارسيا متسلق جبال برتغالي.

### أغسطس
- 31 أغسطس – جواو مانويل لاعب كرة قدم برتغالي.

### سبتمبر
- 16 سبتمبر – ماريا لويس ألبوكيركيه سياسية برتغالية.

### أكتوبر
- 22 أكتوبر – روي كوريا لاعب كرة قدم برتغالي.
- 22 أكتوبر – ريتا غيرا مغنية برتغالية.

### نوفمبر
- 27 نوفمبر – جوام كونا إي سيلفا لاعب كرة مضرب برتغالي.

### ديسمبر
- 4 ديسمبر – فرناندو غونسالفيس لاعب كرة قدم برتغالي.
- 28 ديسمبر – بيتو مغني برتغالي.

## وفيات

### فبراير
- 21 فبراير – إدواردو فيانا (مواليد 1881) رسام برتغالي.

### يونيو
- 29 يونيو – جوسيه ليتاو دي باروس (مواليد 1896)

### يوليو
- 18 يوليو – هومبرتو دي إلينكار كاستيلو برانكو (مواليد 1900)

### سبتمبر
- 23 سبتمبر – أوقستو هيكتور (مواليد 1889) صحفي برتغالي.